# Resolutie 320 Veiligheidsraad Verenigde Naties
Resolutie 320 van de Veiligheidsraad van de Verenigde Naties werd op 29 september 1972 aangenomen, met dertien stemmen voor en twee onthoudingen van het Verenigd Koninkrijk en de Verenigde Staten.

## Achtergrond
De VN-Veiligheidsraad had sancties ingesteld tegen het illegaal verklaarde blanke minderheidsregime in Zuid-Rhodesië, het huidige Zimbabwe. Niet alle landen hielden zich daaraan, ondanks dat ze daar volgens het Handvest van de Verenigde Naties wel toe verplicht waren.

## Inhoud
De Veiligheidsraad:
- Herinnert aan resolutie 253 en volgende resoluties waarin alle landen verplicht werden de economische, politieke en andere sancties tegen Zuid-Rhodesië in te stellen.
- Houdt rekening met de resoluties 314 en 318 over de samenwerking en verplichting van landen om zich strikt aan de sancties te houden.
- Is diep bezorgd over de blijvende schending van de sancties door sommige landen.
- Is erg bezorgd over de ernstige gevolgen van de schendingen voor de efficiëntie van de sancties en in een bredere context de autoriteit van de Raad.
- Is diep bezorgd over het rapport van de Verenigde Staten, waarin het de invoer van chroomerts en andere mineralen uit Zuid-Rhodesië toestaat.
- Veroordeelt de weigering van Zuid-Afrika en Portugal om met de VN samen te werken om de sancties ten uitvoer te brengen.

1. Herbevestigt dat de sancties tegen Zuid-Rhodesië volledig van kracht blijven zolang de doelstellingen in resolutie 253 niet zijn bereikt.
2. Roept alle landen op de resoluties over de sancties volledig uit te voeren.
3. Dringt er bij de VS op aan samen te werken met de VN aan de instelling van de sancties.
4. Vraagt het in resolutie 253 opgerichte comité mogelijke acties te overwegen tegen de weigering van Zuid-Afrika en Portugal om de sancties tegen het illegale regime van Zuid-Rhodesië in te stellen en tegen 31 januari 1973 te rapporteren.
5. Vraagt het comité verder om de voorstellen en suggesties van de 1663e en 1666e vergadering te onderzoeken en hierover tegen 31 januari 1973 te rapporteren.

## Verwante resoluties
- Resolutie 314 Veiligheidsraad Verenigde Naties
- Resolutie 318 Veiligheidsraad Verenigde Naties
- Resolutie 326 Veiligheidsraad Verenigde Naties
- Resolutie 327 Veiligheidsraad Verenigde Naties

Lijst ·  308 ·  309 ·  310 ·  311 ·  312 ·  313 ·  314 ·  315 ·  316 ·  317 ·  318 ·  319 ·  320 ·  321 ·  322 ·  323 ·  324